# Profession du père (roman)
Profession du père est un roman de Sorj Chalandon paru en 2015 par les éditions Grasset.

## Résumé
Émile a un père mythomane qui s'invente une vie imaginaire reliée à des faits réels. Il s'invente un passé de footballeur, de parachutiste, de professeur du judo… Il se voit en agent secret chargé de tuer le général de Gaulle et implique Émile dans sa folie.

## Distinctions
Le roman a reçu le Prix du Style 2015.

## Adaptation
Le roman a été adapté au cinéma en 2020 par Jean-Pierre Améris.